# Stirellus thattaensis
Stirellus thattaensis är en insektsart som beskrevs av Mahmood, Sultana och Waheed 1972. Stirellus thattaensis ingår i släktet Stirellus och familjen dvärgstritar. Inga underarter finns listade i Catalogue of Life.